# Seckach
Seckach là một thị xã thuộc huyện Neckar-Odenwald-Kreis, bang Baden-Württemberg, Đức. Nơi đây có sông Seckach chảy qua.

## Địa phương kết nghĩa
- Gazzada Schianno, Ý